# Northern Premier League
Northern Premier League (oficiálním názvem dle sponzora The Evo-Stik League) je sedmá (Premier Division) a zároveň osmá (Division One North & South) nejvyšší fotbalová soutěž v Anglii (společně s Isthmian League a Southern Football League). Geograficky zahrnuje celou Severní Anglii, severní části Midlands a celý sever Walesu.
Soutěž byla založena v roce 1968 jako severní protějšek Southern Football League. Pro sezónu 1987/88 byla přidána Division One. Před sezónou 2007/08 proběhla reorganizace soutěže, kdy Premier Division zůstala jako nejvyšší soutěž a Division One byla rozdělena na severní a jižní část.

## Sponzorské názvy soutěže
- 1968–1985: bez hlavního sponzora (Northern Premier League)
- 1985–1986: Multipart League
- 1986–1988: bez hlavního sponzora (Northern Premier League)
- 1988–1993: HFS Loans League
- 1994–2010: Unibond League
- 2010– : The Evo-Stik League

## Kluby v sezóně 2017/2018

### Premier Division
| Klub                  | Stadion                       | Kapacita |
| --------------------- | ----------------------------- | -------- |
| Altrincham            | Moss Lane                     | 6 085    |
| Ashton United         | Hurst Cross                   | 4 500    |
| Barwell               | Kirkby Road                   | 2 500    |
| Buxton                | The Silverlands               | 5 200    |
| Coalville Town        | Owen Street Sports Ground     | 2 000    |
| Farsley Celtic        | Throstle Nest                 | 3 900    |
| Grantham Town         | South Kesteven Sports Stadium | 7 500    |
| Halesowen Town        | The Grove                     | 5 000    |
| Hednesford Town       | Keys Park                     | 6 500    |
| Lancaster City        | Giant Axe                     | 3 500    |
| Marine                | Marine Travel Arena           | 3 185    |
| Matlock Town          | Causeway Lane                 | 2 214    |
| Mickleover Sports     | The Don Amott Stadium         | 1 500    |
| Nantwich Town         | The Weaver Stadium            | 3 500    |
| Rushall Olympic       | Dales Lane                    | 1 400    |
| Shaw Lane             | Shaw Lane                     | 2 000    |
| Stafford Rangers      | Marston Road                  | 4 000    |
| Stalybridge Celtic    | Bower Fold                    | 6 500    |
| Stourbridge           | War Memorial Athletic Ground  | 2 014    |
| Sutton Coldfield Town | Central Ground                | 2 000    |
| Warrington Town       | Cantilever Park               | 3 500    |
| Whitby Town           | Turnbull Ground               | 3 500    |
| Witton Albion         | Wincham Park                  | 4 813    |
| Workington            | Borough Park                  | 3 101    |

### Division One North
| Klub                 | Stadion                         | Kapacita |
| -------------------- | ------------------------------- | -------- |
| Atherton Collieries  | Alder Street                    | 2 500    |
| Bamber Bridge        | QED Stadium                     | 2 264    |
| Brighouse Town       | St Giles' Road                  | 1 000    |
| Clitheroe            | Shawbridge                      | 2 000    |
| Colne                | XLCR Stadium                    | 1 800    |
| Colwyn Bay           | Llanelian Road                  | 2 500    |
| Droylsden            | Butcher's Arms Ground           | 3 000    |
| Glossop North End    | The Arthur Goldthorpe Stadium   | 1 350    |
| Goole                | Victoria Pleasure Grounds       | 3 000    |
| Hyde United          | Ewen Fields                     | 4 250    |
| Kendal Town          | Lakeland Radio Stadium          | 2 400    |
| Mossley              | Seel Park                       | 4 000    |
| Ossett Albion        | Our Physio Stadium              | 3 000    |
| Ossett Town          | 4G Voice & Data Stadium         | 2 000    |
| Prescot Cables       | Volair Park                     | 3 200    |
| Radcliffe Borough    | Stainton Park                   | 3 500    |
| Ramsbottom United    | The Harry Williams Riverside    | 2 000    |
| Scarborough Athletic | Scarborough Leisure Village     | 2 000    |
| Skelmersdale United  | West Lancashire College Stadium | 2 500    |
| South Shields        | Mariners Park                   | 3 500    |
| Tadcaster Albion     | Ings Lane                       | 1 500    |
| Trafford             | Shawe View                      | 2 500    |

### Division One South
| Klub                     | Stadion                   | Kapacita |
| ------------------------ | ------------------------- | -------- |
| Alvechurch               | Lye Meadow                | 3 ,000   |
| Basford United           | Greenwich Avenue          | 1 000    |
| Bedworth United          | The Oval Ground           | 3 000    |
| Belper Town              | Christchurch Meadow       | 2 400    |
| Carlton Town             | Bill Stokeld Stadium      | 1 500    |
| Chasetown                | The Scholars Ground       | 2 000    |
| Cleethorpes Town         | Bradley Football Centre   | 3 000    |
| Corby Town               | Steel Park                | 3 893    |
| Gresley                  | The Moat Ground           | 2 400    |
| Frickley Athletic        | Westfield Lane            | 2 087    |
| Kidsgrove Athletic       | The Seddon Stadium        | 2 000    |
| Leek Town                | Harrison Park             | 3 600    |
| Lincoln United           | Ashby Avenue              | 2 200    |
| Loughborough Dynamo      | Nanpantan Sports Ground   | 1 500    |
| Market Drayton Town      | Greenfields Sports Ground | 1 000    |
| Newcastle Town           | Lyme Valley Stadium       | 4 000    |
| Peterborough Sports      | Lincoln Road              | –        |
| Romulus                  | The Central Ground        | 2 000    |
| Sheffield                | Coach and Horses Ground   | 2 000    |
| Spalding United          | Sir Halley Stewart Field  | 3 500    |
| Stamford                 | Zeeco Stadium             | 2 000    |
| Stocksbridge Park Steels | Look Local Stadium        | 3 500    |

## Vítězové
| Sezóna  | Premier Division  |
| ------- | ----------------- |
| 1968/69 | Macclesfield Town |
| 1969/70 | Macclesfield Town |
| 1970/71 | Wigan Athletic    |
| 1971/72 | Stafford Rangers  |
| 1972/73 | Boston United     |
| 1973/74 | Boston United     |
| 1974/75 | Wigan Athletic    |
| 1975/76 | Runcorn           |
| 1976/77 | Boston United     |
| 1977/78 | Boston United     |
| 1978/79 | Mossley           |
| 1979/80 | Mossley           |
| 1980/81 | Runcorn           |
| 1981/82 | Bangor City       |
| 1982/83 | Gateshead         |
| 1983/84 | Barrow            |
| 1984/85 | Stafford Rangers  |
| 1985/86 | Gateshead         |
| 1986/87 | Macclesfield Town |

Před sezónou 1987/88 vznikla Division One.
| Sezóna    | Premier Division   | Division One         |
| --------- | ------------------ | -------------------- |
| 1987/88   | Chorley            | Fleetwood Town       |
| 1988/89   | Barrow             | Colne Dynamoes       |
| 1989/90   | Colne Dynamoes     | Leek Town            |
| 1990/91   | Witton Albion      | Whitley Bay          |
| 1991/92   | Stalybridge Celtic | Colwyn Bay           |
| 1992/93   | Southport          | Bridlington Town     |
| 1993/94   | Marine             | Guiseley             |
| 1994/95   | Marine             | Blyth Spartans       |
| 1995/96   | Bamber Bridge      | Lancaster City       |
| 1996/97   | Leek Town          | Radcliffe Borough    |
| 1997/98   | Barrow             | Whitby Town          |
| 1998/99   | Altrincham         | Droylsden            |
| 1999/2000 | Leigh RMI          | Accrington Stanley   |
| 2000/01   | Stalybridge Celtic | Bradford Park Avenue |
| 2001/02   | Burton Albion      | Harrogate Town       |
| 2002/03   | Accrington Stanley | Alfreton Town        |
| 2003/04   | Hucknall Town      | Hyde United          |
| 2004/05   | Hyde United        | North Ferriby United |
| 2005/06   | Blyth Spartans     | Mossley              |
| 2006/07   | Burscough          | Buxton               |

Před sezónou 2007/08 proběhla reorganizace soutěže. Division One se rozdělila na Division One North a Division One South.
| Sezóna  | Premier Division        | Division One North   | Division One South |
| ------- | ----------------------- | -------------------- | ------------------ |
| 2007/08 | Fleetwood Town          | Bradford Park Avenue | Retford United 1   |
| 2008/09 | Eastwood Town           | Durham City          | Retford United     |
| 2009/10 | Guiseley                | FC Halifax Town      | Mickleover Sports  |
| 2010/11 | FC Halifax Town         | Chester              | Barwell            |
| 2011/12 | Chester                 | AFC Fylde            | Grantham Town      |
| 2012/13 | North Ferriby United    | Skelmersdale United  | King's Lynn Town   |
| 2013/14 | Chorley                 | Curzon Ashton        | Halesowen Town     |
| 2014/15 | FC United of Manchester | Salford City         | Mickleover Sports  |
| 2015/16 | Darlington 1883         | Warrington Town      | Stafford Rangers   |
| 2016/17 | Blyth Spartans          | Lancaster City       | Shaw Lane          |
| 2017–18 | Altrincham              | South Shields        | Basford United     |

| Season  | Premier Division | Division One East | Division One West   |
| ------- | ---------------- | ----------------- | ------------------- |
| 2018–19 | Farsley Celtic   | Morpeth Town      | Atherton Collieries |

Poznámky
- 1  Klub Retford United nepostoupil do Premier Division z důvodu nevyhovujícího stadionu, místo něj postoupil klub Cammell Laird.